# Sato Hisayuki
Hisayuki Sato (sinh ngày 5 tháng 7 năm 1990) là một cầu thủ bóng đá người Nhật Bản.

## Sự nghiệp câu lạc bộ
Hisayuki Sato đã từng chơi cho Montedio Yamagata.